# Portland Trail Blazers 1975-1976
La stagione 1975-76 dei Portland Trail Blazers fu la 6ª nella NBA per la franchigia.
I Portland Trail Blazers arrivarono quinti nella Pacific Division della Western Conference con un record di 38-44, non qualificandosi per i play-off.

## Roster
| N° | Naz.                   | Ruolo | Sportivo       | Anno | Alt. | Peso |
| -- | ---------------------- | ----- | -------------- | ---- | ---- | ---- |
| 4  | Stati Uniti (bandiera) | A     | Greg Smith     | 1947 | 196  | 88   |
| 10 | Stati Uniti (bandiera) | AC    | Steve Hawes    | 1950 | 206  | 100  |
| 14 | Stati Uniti (bandiera) | G     | Lionel Hollins | 1953 | 191  | 84   |
| 15 | Stati Uniti (bandiera) | GA    | Larry Steele   | 1949 | 196  | 82   |
| 21 | Stati Uniti (bandiera) | AC    | Sidney Wicks   | 1949 | 203  | 102  |
| 14 | Stati Uniti (bandiera) | GA    | Steve Jones    | 1942 | 196  | 93   |
| 27 | Stati Uniti (bandiera) | A     | John Johnson   | 1947 | 201  | 91   |
| 30 | Stati Uniti (bandiera) | GA    | Bob Gross      | 1953 | 198  | 91   |
| 32 | Stati Uniti (bandiera) | AC    | Bill Walton    | 1952 | 211  | 95   |
| 33 | Stati Uniti (bandiera) | G     | Dan Anderson   | 1951 | 188  | 84   |
| 35 | Stati Uniti (bandiera) | C     | LaRue Martin   | 1950 | 211  | 94   |
| 36 | Stati Uniti (bandiera) | AC    | Lloyd Neal     | 1950 | 201  | 102  |
| 40 | Stati Uniti (bandiera) | A     | Barry Clemens  | 1943 | 198  | 95   |
| 42 | Stati Uniti (bandiera) | G     | Greg Lee       | 1951 | 191  | 86   |
| 45 | Stati Uniti (bandiera) | G     | Geoff Petrie   | 1948 | 193  | 86   |

## Staff tecnico
- Allenatore: Lenny Wilkens
- Vice-allenatore: Tom Meschery